# Espulsione dei sovietici dall'Albania
L'espulsione dei Sovietici dall'Albania fu una campagna anti-sovietica portata avanti dal leader albanese Enver Hoxha. Fu un evento significativo nella storia dell'Albania e si svolse durante la Guerra Fredda. Questa fase fu caratterizzata da tensioni tra l'Unione Sovietica e il regime socialista in Albania. L'espulsione iniziò nel 1961 e continuò fino al 1964.

## Contesto
Dopo la fine della Seconda guerra mondiale, l'Albania divenne uno stato socialista strettamente allineato con la leadership sovietica sotto Joseph Stalin. Negli anni '40 e '50 si sviluppò una stretta relazione tra l'Unione Sovietica e l'Albania, con l'URSS che forniva supporto economico, militare e politico.
Tuttavia, differenze ideologiche tra i due paesi iniziarono a emergere negli anni successivi. Il leader albanese Enver Hoxha era un forte sostenitore dell'hoxhaismo, un'ideologia comunista fortemente influenzata dai principi stalinisti, ma che rivendicava anche un certo grado di autonomia per l'Albania.
L'Unione Sovietica, sotto Nikita Chruščëv, prese una svolta politica alla fine degli anni '50, criticando il culto di Stalin. Questa nuova politica sovietica fu fortemente respinta da Hoxha e dal governo albanese, che la vedevano come "revisionismo" e un allontanamento dai principi marxisti-leninisti.

## Espulsione
Le tensioni tra l'URSS e l'Albania aumentarono negli anni '60. Enver Hoxha e il suo partito vedevano la politica sovietica come una minaccia ai loro principi rivoluzionari e alla sovranità nazionale dell'Albania. In risposta, i leader sovietici, come Chruščëv, criticarono apertamente il governo albanese e il suo leader.
Durante l'attacco albanese alla presenza navale sovietica alla fine di luglio 1961, i sovietici furono espulsi da Valona. Molti marinai sovietici furono uccisi durante l'attacco e cacciati dall'Albania. Quando i sovietici, sotto la guida di Chruščëv, interruppero le relazioni diplomatiche con l'Albania, tutti gli edifici sovietici, le basi militari e l'ambasciata furono confiscati dal governo albanese e tutti i sovietici fino al 1964 furono quindi espulsi dall'Albania.